# Kweichow Moutai
Kweichow Moutai Company Limited («Гуйчжоу Маотай») — крупнейший в Китае производитель алкогольных напитков, специализируется на разливе и продаже «китайской водки» байцзю сорта маотай (также компания выпускает вино, безалкогольные напитки, пищевые продукты, упаковочные материалы, выращивает органическое сорго, занимается информационными технологиями и защитой интеллектуальной собственности). Kweichow Moutai Company входит в число шестидесяти крупнейших компаний страны, а по рыночной стоимости — в десятку крупнейших публичных компаний Китая.

## История
Материнская Kweichow Moutai Group основана в 1951 году в результате слияния трёх местных ликёро-водочных заводов. Kweichow Moutai Company Limited основана 20 ноября 1999 года, с 2001 года акции компании котируются на Шанхайской фондовой бирже, штаб-квартира расположена в городке Маотай (округ Цзуньи, южнокитайская провинция Гуйчжоу).
В апреле 2017 года объём рыночной капитализации «Маотай» на торгах достиг $71,55 млрд, а Diageo — $71,05 млрд. В связи с этим компания Kweichow Moutai по капитализации обогнала британский концерн Diageo, выпускающий виски Johnnie Walker и водку Smirnoff, а водка «Маотай» была признана самым дорогим в мире брендом спиртных напитков. 
По состоянию на 2019 год выручка Kweichow Moutai составляла 10 млрд долл., прибыль — 5,3 млрд долл., активы — 23,3 млрд долл., рыночная стоимость — 177,1 млрд долл., в компании работало 26,5 тыс. сотрудников. По итогам 2021 года операционная выручка Kweichow Moutai достигла 109,5 млрд юаней (17,2 млрд долл. США), увеличившись на 11,71 % в годовом исчислении; прибыль компании выросла на 12,59 % в годовом выражении и составила 74,5 млрд юаней.
По состоянию на 2022 год бренд Kweichow Moutai (108,5 млрд долларов) являлся третьим по стоимости брендом страны. В первом полугодии 2024 года чистая прибыль Kweichow Moutai составила 41,7 млрд юаней (5,84 млрд долл. США), что на 15,88 % больше, чем годом ранее; общие операционные доходы компании увеличились на 17,76 % в годовом исчислении до 81,93 млрд юаней.
В 2025 году аналитики британской Kantar Group назвали Moutai самым дорогим алкогольным брендом в мире, оценив его в 85,5 млрд. долларов.

## Деятельность
В 2017 году Kweichow Moutai обогнала по капитализации британский алкогольный холдинг Diageo, а в 2019 году рыночная стоимость Kweichow Moutai уже вдвое превышала Diageo. В 2019 году Kweichow Moutai произвела 75 тысяч тонн алкоголя, что на 6,9 % больше, чем годом ранее. По состоянию на июль 2020 года общая рыночная стоимость акций компании составила почти 2,1 трлн юаней.
В первом полугодии 2023 года операционные доходы Kweichow Moutai составили 69,58 млрд юаней (9,75 млрд долл. США), что на 20,76 % больше по сравнению с аналогичным периодом прошлого года; чистая прибыль выросла на 20,76 % в годовом исчислении и достигла 35,98 млрд юаней.
По итогам первого полугодия 2025 года чистая прибыль Kweichow Moutai достигла 45,4 млрд юаней (6,36 млрд долл. США), увеличившись по сравнению с аналогичным периодом прошлого года на 8,9 %.

### Продукция
Продукция компании производится из сорго, риса, пшеницы, ячменя и считается в Китае люксовой. Традиционно продукция Kweichow Moutai подаётся на торжественных событиях, государственных банкетах и дипломатических приёмах. В сентябре 2023 года Kweichow Moutai запустила продажи кофейного напитка с добавлением байцзю «Маотай» (совместный проект с компанией Luckin Coffee).

### Дочерние структуры
Дочерние компании — China Kweichow Moutai Winery Group, Kweichow Moutai Factory Import & Export Corporation, Kweichow Moutai Factory Sales Corporation и винный дом Château Loudenne (Медок).

## Акционеры
Контрольный пакет акций Kweichow Moutai Company Limited принадлежит Kweichow Moutai Group, которая находится под управлением правительства провинции Гуйчжоу (формальным владельцем 64,2 % акций является комитет провинциального имущества Guizhou SASAC). Другими значительными акционерами Kweichow Moutai выступают E Fund Management (1,2 %), China Investment Corporation (0,8 %), China Securities Finance (0,6 %), Capital Research & Management (0,4 %) и China Asset Management (0,3 %). 